# Bədavi Hüseynov
Bədavi Ruslan oğlu Hüseynov (rusky Бадави Русланович Гусейнов, Badavi Ruslanovič Gusejnov; ázerbájdžánsky Bədavi Hüseynov; * 11. července 1991, Kaspijsk) je ázerbájdžánský profesionální fotbalista, který hraje na pozici středního obránce za ázerbájdžánský klub FK Karabach a za ázerbájdžánský národní tým.

## Klubová kariéra

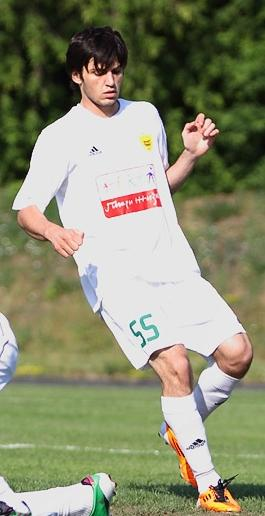
V zápase za Anži Machačkala (2011)

- FK Dagdizel Kaspijsk 2008–2010
- FK Anži Machačkala 2010–2012
- →  Sumqayit FK (hostování) 2011–2012
- Qarabağ FK 2012–

## Reprezentační kariéra
Bədavi Hüseynov má za sebou starty za mládežnický výběr Ázerbájdžánu U21.
V A-mužstvu Ázerbájdžánu debutoval 27. 2. 2012 v přátelském utkání v Dubaji (Spojené arabské emiráty) proti reprezentaci Indie (výhra 3:0).